# Vivi Rau
Vivi Rau (født 7. december 1951) er en dansk skuespiller og pornomodel.
Sammen med Anne Bie Warburg blev hun en af de to bærende kvindelige kræfter i sengekantsfilmene og stjernetegnsfilmene i sidste halvdel af 1970'erne, hvor begge filmserier indeholdt hardcoreporno.

## Film
- I Jomfruens tegn (1973)
- I Tyrens tegn (1974)
- Champagnegalopp (svensk-amerikansk, 1975)
- Der må være en sengekant (1975)
- Kassen stemmer (1976)
- Hopla på sengekanten (1976)